# Nicolaus Magni
Nicolaus Magni eller Nils Månsson, död 1543, var en kammartjänsteman och lärd i Gustav Vasas tjänst.
Efter tidigare studier vid Wittenbergs universitet togs Nils Månsson 1529 i Gustav Vasas tjänst, varvid han med titel av kamrer användes i räknekammaren. 1533 användes han i förhandlingarna med Lübeck. Han for åter på studieresor i Tyskland och blev magister och juris doktor och Nicolaus Magni återvände i till Sverige. 1538 fick han av i uppdrag av Gustav Vasa att införskaffa några lämpliga lärare till hans söner, och på Nicolaus Magnis tillrådan utsågs Georg Norman.